# Sonali Bendre
Sonali Bendre (in hindī सोनाली बेंद्रे, Sōnālī Bēṁdrē; in telugu సోనాలి బెంద్రే, Sōnāli Beṁdrē; Bombay, 1º gennaio 1975) è un'attrice indiana, moglie del produttore cinematografico connazionale Goldie Behl.

## Biografia
Ha ricoperto ruoli da protagonista in numerosi film di Bollywood. Nel 1994 è stata eletta attrice più promettente della nazione e l'anno successivo ha vinto il Filmfare Lux New Face Award per l'interpretazione nel film Aag.
Nel 2001 ha conquistato il premio Star Screen Award Best Supporting Actress per il film Hamara Dil Aapke Paas Hai.
Oggi è uno dei giudici della quarta stagione del programma televisivo Indian Idol.

## Filmografia

### Cinema
- Aag, regia di K. Ravi Shankar (1994)
- Naaraaz, regia di Mahesh Bhatt (1994)
- Bombay, regia di Mani Ratnam (1995) - cameo
- The Don, regia di Farogh Siddique (1995)
- Gaddaar, regia di Raam Shetty (1995)
- Takkar, regia di Bharat Rangachary (1995)
- English Babu Desi Mem, regia di Praveen Nischol (1996)
- Sapoot, regia di Jagdish A. Sharma (1996)
- Rakshak, regia di Ashok Honda (1996)
- Apne Dam Par, regia di Arshad Khan (1996) - cameo
- Diljale, regia di Harry Baweja (1996)
- Tarazu, regia di Vimal Kumar (1997)
- Bhai, regia di Deepak S. Shivdasani (1997)
- Qahar, regia di Rajkumar Kohli (1997)
- Keemat: They Are Back, regia di Sameer Malkan (1998)
- Duplicate, regia di Mahesh Bhatt (1998)
- Humse Badhkar Kaun: The Entertainer, regia di Deepak Anand (1998)
- Major Saab, regia di Tinnu Anand (1998)
- Angaaray, regia di Mahesh Bhatt (1998)
- Zakhm, regia di Mahesh Bhatt (1998)
- Sarfarosh, regia di John Mathew Matthan (1999)
- Kadhalar Dinam, regia di Kathir (1999)
- Kannodu Kanbathellam, regia di Prabu Solomon (1999)
- Hum Saath-Saath Hain, regia di Sooraj Barjatya (1999)
- Dahek: A Burning Passion, regia di Lateef Binny (1999)
- Premikula Roju (1999)
- Chal Mere Bhai, regia di David Dhawan (2000) - cameo
- Hamara Dil Aapke Paas Hai, regia di Satish Kaushik (2000)
- Jis Desh Mein Ganga Rehta Hain, regia di Mahesh Manjrekar (2000)
- Dhaai Akshar Prem Ke, regia di Raj Kanwar (2000) - cameo
- Preethse, regia di D. Rajendra Babu (2000)
- Murari, regia di Krishna Vamsi (2001)
- Love You Hamesha, regia di Kailash Surendranath (2001)
- Love Ke Liye Kuch Bhi Karega, regia di Eeshwar Nivas (2001)
- Lajja, regia di Rajkumar Santoshi (2001)
- Tera Mera Saath Rahen, regia di Mahesh Manjrekar (2001)
- Indra, regia di Gopal B. (2002)
- Khadgam, regia di Krishna Vamsi (2002)
- Manmadhudu, regia di Vijay K. Bhaskar (2002)
- Indhiran, regia di Gopal B. (2002)
- Palnati Brahmanayudu, regia di Gopal B. (2003)
- Chori Chori, regia di Milan Luthria (2003)
- Anaahat, regia di Amol Palekar (2003)
- Tomorrow May Never Come (Kal Ho Naa Ho), regia di Nikhil Advani (2003)
- Pyaar Kiya Nahin Jaata.., regia di Mahesh Manjrekar (2003)
- Shankar Dada MBBS, regia di Jayant Paranji (2004)
- Aga Bai Arecha, regia di Kedar Shinde (2004)
- Once Upon a Time in Mumbai Dobaara!, regia di Milan Luthria (2013)

### Televisione
- Ajeeb Daastaan Hai Ye – serie TV, 109 episodi (2014-2015)
- The Broken News – serie TV, 8 episodi (2022)